# Tōru Irie
Tōru Irie (jap. 入江 徹 Irie Tōru; ur. 8 lipca 1977) – japoński piłkarz występujący na pozycji obrońcy.

## Kariera klubowa
Od 1996 do 2007 roku występował w klubach Kashiwa Reysol, Vissel Kobe i Gamba Osaka.